# 福田裕昭
福田 裕昭（ふくだ ひろあき、1961年4月4日 - ）は、日本の実業家、教育者。学校法人立教学院理事長。株式会社テレビ東京・元上席執行役員報道局長、同社元執行役員報道局統括プロデューサー、同社元政治部長。立教大学元兼任講師。

## 人物・経歴
1961年4月4日、東京都生まれ。立教中学校（現・立教池袋中学校・高等学校）、立教高等学校（現・立教新座中学校・高等学校）卒業。
1984年3月、立教大学経済学部経済学科卒業。大学ではアメリカンフットボール部ラッシャーズに所属。1984年4月、株式会社テレビ東京入社。
2006年、同社政治部長、2016年、同社執行役員報道局統括プロデューサー、2019年上席執行役員報道局長などを歴任。2021年、同社役員退任。
テレビ東京では、「ワールドビジネスサテライト」デスクや、「ガイアの夜明け」「未来世紀ジパング」「ルビコンの決断」などのチーフプロデューサーを務めた。また、選挙報道ではメインキャスターにジャーナリストの池上彰を起用し、これまでの選挙特番に大きな変革をもたらした。「池上彰の選挙ライブ」は、池上の無双ぶりと他局と一線を画す分かりやすい内容が話題となり、2014年放送の「池上彰の総選挙ライブ」の視聴率は在京民放1位、21時台はNHKの牙城をも崩しトップになるなど人気を集めた。
2022年8月、学校法人立教学院理事長に就任。2025年5月に再任。

## 教育歴・著書
2001年、立教大学非常勤講師（特別講義「経済政策と政治の関わり～報道の眼から～）。
2008年～2009年、立教大学非常勤講師（ゼミナール「政治と経済政策の研究」）。
2022年、立教大学兼任講師（コラボレーション科目「『伝えること』とは何か～メディアの現場から～」）。
著書に『池上無双ーテレビ東京報道の「下克上」（角川書店2016年）』がある。

## 受賞歴
2012年、東日本大震災ドラマ「明日をあきらめない がれきの中の新聞社～河北新報の一番長い日」で第8回日本放送文化大賞グランプリ、東京ドラマアウォード作品賞グランプリを受賞。
2013年、「池上彰の総選挙ライブ」で第50回（2012年度）放送批評懇談会ギャラクシー賞優秀賞、
2016年、「池上彰の選挙ライブ」で菊池寛賞を受賞。